# فرجينيا الشمالية

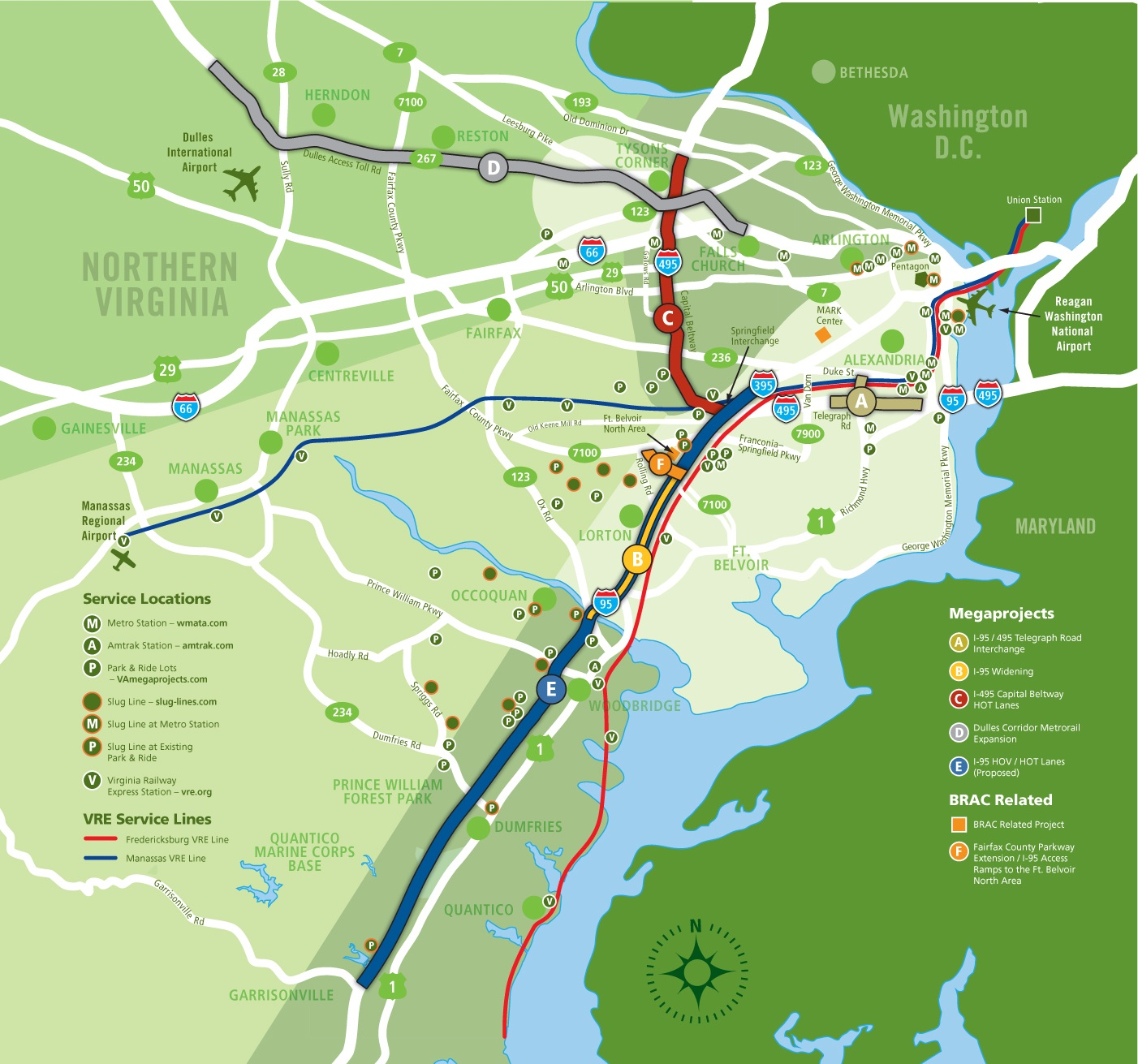
المشاريع العملاقة في شمال فيرجينيا

فرجينيا الشمالية (بالإنجليزية: Northern Virginia)‏ هي منطقة من عدة مقاطعات ومدن مستقلة في كومنولث في ولاية فرجينيا في الولايات المتحدة. يسكنها نحو 3,159,639 مقيمًا في عام 2019، وهي المنطقة الأكثر اكتظاظًا بالسكان في فرجينيا ومنطقة واشنطن العاصمة.

## وصلات خارجية
- اللجنة الإقليمية لشمال فيرجينيا
- هيئة النقل في شمال فيرجينيا